# Pommes d'amour - 7 Love Stories
 (octobre 2023).
Si vous disposez d'ouvrages ou d'articles de référence ou si vous connaissez des sites web de qualité traitant du thème abordé ici, merci de compléter l'article en donnant les références utiles à sa vérifiabilité et en les liant à la section « Notes et références ».
Pommes d'amour - 7 Love Stories est un album collectif de bande dessinée.
Il rassemble comme son titre l'indique sept histoires, racontées par sept jeunes femmes auteures de bande dessinée, âgées d’une trentaine d’années, venues d'Allemagne, d'Autriche, de France et d'Espagne : Paz Boïra (Sortilège de l’amour), Verena Braun (En veille), Élodie Durand (Les Moitiés), Claire Lenkova (Tu t’es regardé ?), Ulli Lust (Superflu), Laureline Michon (Basilic rouge), Barbara Yelin (Stand-by). 
Chacune à leur manière, avec son style, ses expériences, sa sensibilité et ses représentations, met en scène l’amour de 7 à 77 ans, soit sept façons de voir et de raconter les sentiments amoureux aujourd’hui[Quand ?].